# Overworks
Overworks (anciennement connu sous les noms Team Shinobi puis Sega AM7 R&D Division) était un studio de développement de jeux vidéo affilié à Sega.
En octobre 2003, l'entreprise fusionne avec Wow Entertainment (Sega AM1 R&D Division) pour former Sega Wow.

## Histoire
La compagnie est fondée en 1990 comme département de recherche et développement chez Sega, nommée Sega AM7 R&D Division. Les employés de AM7 proviennent d'un ancien studio de la firme nommé Sega Consumer Division #2. 
Le Studio AM7 se fait connaitre en développant plusieurs jeux pour les franchises Shinobi et Phantasy Star, puis en créant les séries Streets of Rage, Sakura Taisen et Clockwork Knight. 
En 1998, sous la direction de Noriyoshi Ohba, la société devient Overworks, et son premier titre est Skies of Arcadia. Le studio porte la licence Shinobi sur PlayStation 2.
En octobre 2003, l'entreprise fusionne avec un autre département R&D de Sega, Wow Entertainment, pour former une nouvelle société, Sega Wow, notamment à l'origine du titre Valkyria Chronicles.

## Jeux développés
- Shinobi (1987)
- Phantasy Star (1987)
- Altered Beast (1988)
- Phantasy Star II (1989)
- The Revenge of Shinobi (1989)
- Shadow Dancer: The Secret of Shinobi (1990)
- Phantasy Star III: Generations of Doom (1990)
- Alien Storm (1991)
- Streets of Rage (1991)
- Golden Axe II (1991)
- The G.G. Shinobi (1991)
- Streets of Rage 2 (1992)
- The G.G. Shinobi II: The Silent Fury (1992)
- Phantasy Star IV: The End of the Millennium (1993)
- Shinobi III: Return of the Ninja Master (1993)
- Golden Axe III (1993)
- Streets of Rage 3 (1994)
- Clockwork Knight (1994)
- Shinobi X (1995)
- Clockwork Knight 2 (1995)
- Sakura Taisen (1996)
- Phantasy Star Collection (1998)
- Sakura Taisen 2 (1998)
- Deep Fear (1998)
- Skies of Arcadia (2000)
- Sakura Taisen 3 (2001)
- Sakura Taisen 4 (2002)
- Shinobi (2002)
- Skies of Arcadia: Legends  (2003)
- Sakura Taisen: Atsuki Chishio Ni (2003)
- Phantasy Star Generation: 1 (2003)
- Sakura Taisen Monogatari: Mysterious Paris (2004)
- Sakura Taisen 5: Episode Zero (2004)
- Sakura Taisen 5: Episode Zero Part 2 (2005)
- Phantasy Star Generation 2 (2005)
- Phantasy Star Complete Collection (2008)